# Plataea dulcinaria
Plataea dulcinaria är en fjärilsart som beskrevs av Dyar 1923. Plataea dulcinaria ingår i släktet Plataea och familjen mätare. Inga underarter finns listade i Catalogue of Life.